# Bretó empordanès
El bretó empordanès era un tipus propi de cavall hipermètric, ara ja extint, i que havia existit a l'Empordà i al Pla de l'Estany.

## Origen
Es va originar de l'encreuament d'eugues catalanes amb semalers importats de França -sobretot bretons i ardenesos-.
A diferència del bretó cerdà, la població era molt uniforme. Possiblement el fet que a la Cerdanya el ramader comptés amb un factor ambiental més favorable, i amb una facilitat per a la importació de nous semalers, provocà que no fos tan constant com el ramader empordanès en la selecció, que treballà més amb l'indígena.
Aquest Bretó tenia una aptitud per al tir semipesant.

## Descripció
No tenia unes característiques gaire definides, però la major part dels animals acusava un tipus bretó, si bé llur constitució era més forta i pesant que la raça francesa, per tal com les eugues es destinaven també a la producció de muls. Tenia una alçada intermèdia entre el bretó i l'ardenès.
El veterinari Juan Gelabert, l'any 1951, defineix aquests animals de la següent manera:
- Fornits i vigorosos.
- De constitució forta i harmoniosa.
- Amb uns excel·lents cascos.
- Terç davanter ben desenvolupat, pit ample, costellam fort, de tòrax profund i ample.
- Terç posterior ample i robust.
- Cap proporcionat, de cara expressiva.
- Conjunt en general de bona línia.
- Pas àgil i ferm.
- Ardent, viu i vigorós, però alhora tranquil i treballador.
- Gran fecunditat i capacitat de cria.